# Sant Climent de Llobregat
Sant Climent de Llobregat är en kommun i Spanien.   Den ligger i provinsen Província de Barcelona och regionen Katalonien, i den östra delen av landet, 500 km öster om huvudstaden Madrid. Antalet invånare är 3 900. Arean är 10,8 kvadratkilometer. Sant Climent de Llobregat gränsar till Gavà, Torrelles de Llobregat, Viladecans, Santa Coloma de Cervelló, Sant Boi de Llobregat och Begues. 
Terrängen i Sant Climent de Llobregat är platt åt nordväst, men åt sydost är den kuperad.